# Gant électronique

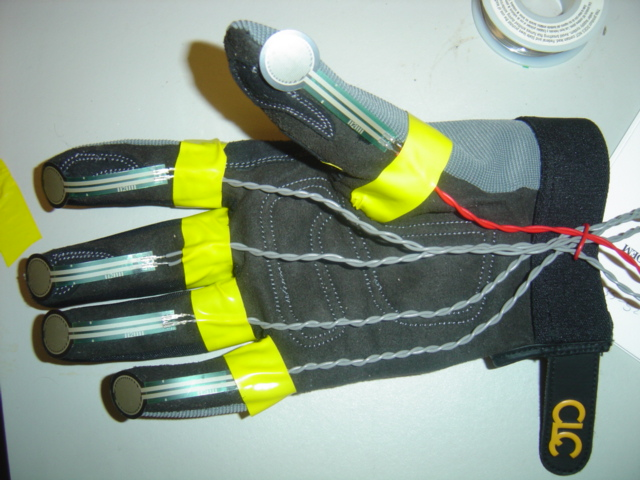
Un gant de données.

Un gant électronique (aussi appelé gant numérique ou gant de réalité virtuelle, ou encore, plus rarement, gant de données) est un gant comportant des capteurs, qui permet à un utilisateur de saisir presque naturellement un objet virtuel et de le manipuler, en numérisant en temps réel les mouvements de la main. Il est utilisé pour l'interface homme-machine dans la réalité virtuelle.
Remarque : un simple capteur de localisation peut en général suffire à la prise et à la manipulation d’un objet. Cela explique que peu d’applications exploitent les gants numériques et que, par conséquent, leur développement commercial est lent.
Certains gants électroniques sont dotés d'un dispositif à retour tactile qui permet aux utilisateur de ressentir ce qu'il touchent. Ce type de gant électronique est alors dit gant haptique ou gant tactile, ou encore, plus rarement, gant sensitif.

## Gants à fibres optiques
Ce fut le premier principe utilisé pour un gant, qui fut conçu par Thomas Zimmerman en 1987 de la société américaine VPL Research, pionnière dans le domaine de la réalité virtuelle. À chaque doigt du gant sont fixées deux (ou trois) fibres optiques. Celles-ci sont dans l’alignement des doigts et plus ou moins longues pour détecter les mouvements aux différentes articulations.

## Gants àeffet Hall
On peut également suivre les mouvements des mains et des doigts par traitement d’images.

## Constructeurs
- Sarcos
- CyberGlove System
- Fifth Dimension Technologies